# Mamlukdynastin i Bagdad

Mamlukdynastins utbredning

Mamlukdynastin i Bagdad (arabiska "مماليك العراق") var en dynasti av Georgiskt Mamlukiskt ursprung som härskade över Irak på 1700- och början av 1800-talet. I det osmanska riket var mamlukerna frigivna slavar som konverterade till islam, utbildades i en specialskola och fick sedan militära och administrativa uppgifter. Sådana mamluker presiderade över det osmanska Irak från 1749 till 1831.
Den mamlukska härskande eliten, som huvudsakligen består av Georgiskt och Cirkasiskt ursprung från Kaukasiska officerare

## Namn på härskarna över mamlukerna i Bagdad
Mamlukerna styrde Pashalikerna i Bagdad, Basrah och Shahrizor.
| År        | Sultan                   |
| --------- | ------------------------ |
| 1749–1762 | Sulayman Abu Layla Pasha |
| 1762–1776 | Omar Pasha               |
| 1776–1777 | Abdullah Pasha           |
| 1780–1802 | Sulayman Pasha den store |
| 1802–1807 | Ali Pasha                |
| 1807–1810 | Sulayman Pasha den lille |
| 1813–1816 | Said Pasha               |
| 1816-1831 | Dawud Pasha              |